# Menfi vendemmia tardiva
Il Menfi vendemmia tardiva è un vino DOC istituito con decreto dell'1/09/97 pubblicato sulla gazzetta ufficiale del 12/09/97 n 213.
Si produce nei comuni di Menfi, Sciacca, Sambuca di Sicilia in provincia di Agrigento e Castelvetrano in provincia di Trapani.

## Vitigni con cui è consentito produrlo
- Inzolia, Chardonnay, Catarratto bianco lucido e Grecanico da soli o congiuntamente al 100%

## Tecniche produttive
Si devono impiegare solo uve parzialmente appassite sulla piante non vendemmiate prima del:
- 10 settembre per lo “Chardonnay” ed il “Sauvignon”
- 25 settembre per l'“Inzolia o Ansonica” ed il “Catarratto bianco lucido”

## Caratteristiche organolettiche
- colore: dal giallo paglierino al giallo dorato;
- profumo: caratteristico, persistente;
- sapore: piacevolmente dolce, armonico;

## Produzione
Provincia, stagione, volume in ettolitri